# No Logo
No Logo (original: "No Logo: Taking Aim at the Brand Bullies") je knjiga kanadske novinarke Naomi Klein, objavljena u siječnju 2000.

## Fokus
Ponajviše se bavi fenomenom brandiranja i antiglobalizacijskog pokreta. Postala je jednim od glavnih referentnih tekstova tog pokreta. Knjiga je bila vrlo uspješna te osvojila kanadsku nagradu „National Business Book Award“ 2000. i francusku nagradu " French Prix Médiations" 2001.

## Sažetak
Prvi dio rada uglavnom je posvećen analizi povijesti fenomena robnih marki i njegovom utjecaju na dinamiku rada. Naime, Naomi Klein kaže da su se tijekom posljednjih dvadeset godina dogodile radikalne promjena u kapitalizmu: dok je prije brandiranje bilo glavna pozornica za proizvodnju robe, sada postaje granično i zanemarivo i potrebno je puno više novca te uključiti u brandiranje razne vrijednosti i ideale, kako bi se dobio svoj dio tržišta. Reklama predstavlja osnovu današnjega gospodarstva i većina najvećih korporacija manje se bavi svojom osnovnom djelatnošću (npr. "Nike" - tenisicama, "Levis" - trapericama), a više reklamom. Ogromna novčana sredstva potrebna za brandiranje zahtijevaju uštede koje proizlaze iz proizvodnje, što se dobiva razmještanjem proizvodnje u zemlje Trećeg svijeta, gdje je jeftinija radna snaga, koja radi gotovo u robovskim uvjetima za minimalnu plaću. Knjiga je kulturološka analiza i izvrstan izvještaj o središnjim problemima u novim uvjetima informatizacijskog doba, odnosno o načinu na koji danas funkcionira korporativna Amerika i važan je publicistički rad, koji uvjerljivo dočarava mračno i bezobzirno naličje kapitalizma. 
Kroz četiri dijela ("No Space", "No Choice", "No Jobs" i "No Logo"), Klein piše o pitanjima kao što su: jeftina radna snaga u Sjevernoj i Južnoj Americi te Aziji, o kulturnom ometanju, korporativnoj cenzuri i o pokretu Vratimo ulice, koji se zalaže za zabranu prometovanja automobila u ulicama. Posebnu pozornost posvećuje djelima i nedjelima velikih korporacija kao što su: Nike, Gap, McDonalds, Shell i Microsoft - i njihovih odvjetnika i reklamnih agencija. Mnoge ideje u knjizi potječu od utjecaja situacionista, umjetničko-političke skupine osnovane u kasnim 1950.-im.
Bit problema nije u samom logu, već u onom što iza njega stoji. Logo sam po sebi nije nešto loše, nego svijet kakav danas imamo, svijet kojim vlada logo, jer je došlo do velikog raslojavanja između bogatih vlasnika korporacija i njihovih siromašnih radnika.
No Logo jedan je od prvih istraživačkih radova u kojem su jasno razotkrivene posljedice globalističke ekonomije u 90.-tim godinama 20. stoleća, tj. promjene koje su se dogodile nakon eksplozije multinacionalnih kompanija.
Knjiga "No Logo" i sama je nehotice postala logo. Prevedena je na mnogo jezika, uključujući i hrvatski jezik.